# تاریخ بغداد (خطیب)
تاریخ بغداد نوشتهٔ ابوبکر خطیب بغدادی که تا پایان عمر (۴۶۳ق) به تکمیل آن می‌پرداخته، مجموعه زندگی‌نامه‌های بیش از ۷۸۰۰ تن از برجستگان بغداد و تاریخچه‌ای از شهر بغداد را تا روزگار نگارنده دربرمی‌گیرد. این اثر با دیباچه‌ای دربارهٔ شیوهٔ نگارش آن و تاریخچهٔ شهر بغداد، پایتخت عباسیان و از بزرگترین مراکز تمدن اسلامی در آن زمان، آغاز می‌شود. آن را از مهمترین منابع بررسی فرهنگی-علمی تاریخ بغداد و به‌طور کلی سده‌های اولیهٔ تمدن اسلامی می‌دانند.
این کتاب علاوه بر بیان تاریخ بغداد، روایاتی از خلفا و پیرامونیان آنان و رویدادهای آن زمان را نیز در بر می‌گیرد. آنچه اکنون از این کتاب بر جای است، از ۲۰۴ هجری تا ۲۱۸ هجری را پوشش می‌دهد و می‌توان از طریق آن به اطلاعات ارزنده‌ای دربارهٔ خلفا و بزرگان دربار و زناشویی مأمون دست یافت. علاوه بر آن روایات تازه‌ای را دربارهٔ طاهر بن حسین و عده‌ای از شاعران و موسیقی‌دانان بیان می‌کند. طبری نیز برای نگارش تاریخ سلسلهٔ عباسی از این اثر بهره برده‌است و در نقاطی از کتاب او، می‌توان به سبک یکسان دو کتاب پی برد.